# Daniel Decatur Emmett

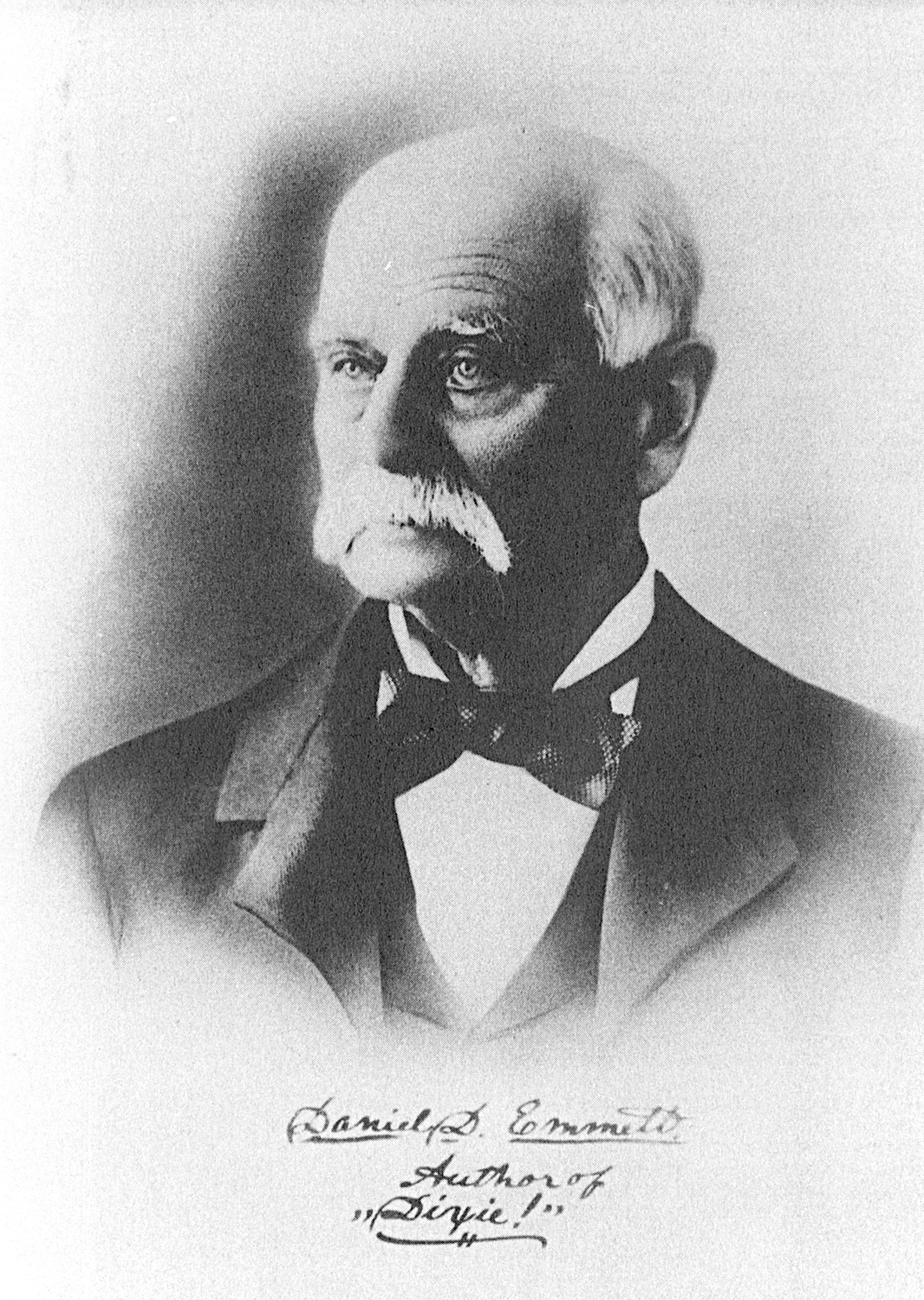
Daniel Decatur Emmett

Daniel Decatur Emmett (Mount Vernon, Ohio, 29 de octubre de 1815-Mount Vernon, 28 de junio de 1904) fue un letrista y director de espectáculos estadounidense.
Se alistó en el ejército a la edad de 17 años como flautista. En 1843 en Nueva York, ayudó a organizar a los Virginia Minstrels, una de las primeras compañías de juglaría. Se le considera como el autor de Dixie (1859), una canción de horay que se convirtió en el himno nacional extraoficial de la Confederación. Otras de sus composiciones fueron Old Dan Tucker y Blue Tail Fly.
- Datos: Q3602423
- Multimedia: Dan Emmett / Q3602423